# Voorburg-West

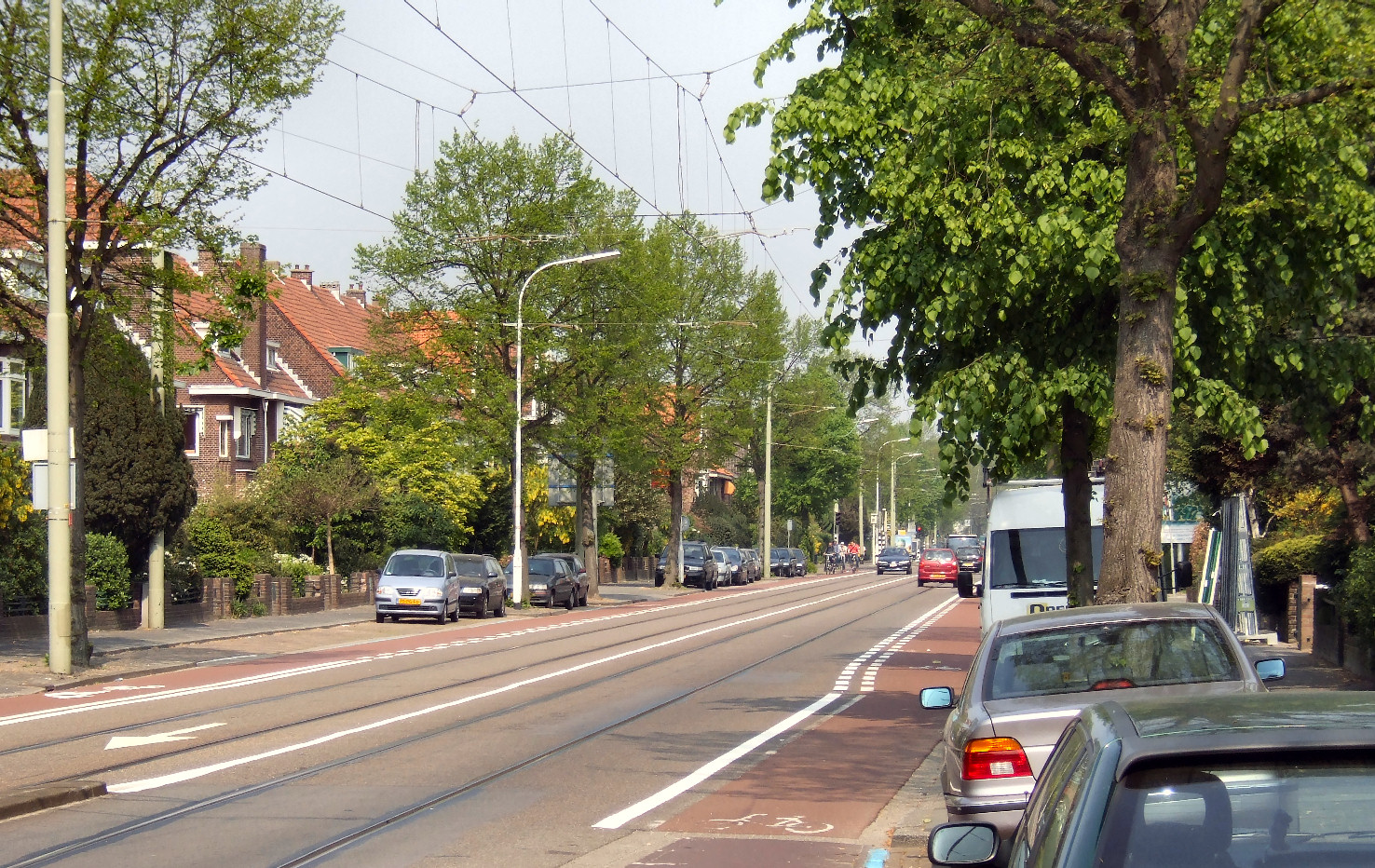
De Prinses Mariannelaan, de centrale as van de wijk

Voorburg-West is een vooroorlogse wijk in de Nederlandse gemeente Leidschendam-Voorburg.
Deze wijk van Voorburg wordt begrensd door de Trekvliet in het zuidwesten, de Binckhorst in het noordwesten, de spoorlijn Den Haag-Gouda in het noordoosten en de Vliet in het zuidwesten.
Voorburg-West is gebouwd op de oudste duinenrij van Holland. De Romeinen stichtten hier het Forum Hadriani. Later werden hier, net als in Rijswijk, buitenplaatsen gebouwd, waaronder Hoekenburg, Arentsburg en Hofwijck van Constantijn Huygens, die alle drie 17e-eeuws zijn, zo niet ouder. Voorburg-West is nog steeds een groene wijk met vier parken: Hoekenburg, Arentsburg, Middenburg en Sonnenburgh.
Het gebied rond het Westeinde is rond 1900 bebouwd, de rest van de wijk in de jaren dertig. Midden in de wijk, aan de Fonteynenburghlaan, staat het Diaconessenhuis, een ziekenhuis uit de jaren zestig dat anno 2021 een locatie is van de Reinier de Graaf Groep. Aan dezelfde weg staat de Fonteinkerk, min of meer op de plaats waar tot 1958 het buiten Heeswijk lag.
Door de gebrekkige ontsluiting van het aangrenzende bedrijventerrein Binckhorst hadden Voorburg-West en Rijswijk veel overlast van autoverkeer tussen de Binckhorst en de A13. Om dit probleem aan te pakken is in 2021 de Rotterdamsebaan in gebruik genomen, die via de Victory Boogie Woogietunnel onder Voorburg-West door loopt.